# Бакиров, Низомиддин Жалилович
Низомиддин Жалилович Бакиров (узб. Nizomiddin Jalilovich Bakirov;  род. 30 декабря 1968, Мархаматский район, Андижанская область, Узбекская ССР, СССР) — узбекский геодезист и государственный деятель. С 2005 по 2017 год занимал должность председателя Государственного комитета по земельным ресурсам, геодезии, картографии и государственному кадастру. С  27 мая 2017 года является председателем Государственного комитета по лесному хозяйству Республики Узбекистан.

## Биография
Низомиддин Бакиров Жалилович родился 30 декабря 1968 года в Мархаматском районе Андижанской области. С 1986 по 1993 год был студентом Ташкентского института инженеров ирригации и механизации сельского хозяйства. В 1987—1988 годах служил в армии.
Трудовую деятельность начал в 1993 году инженером по землеустройству Земельной экспедиции при Андижанском областном управлении земельных ресурсов. С 1995 по 1999 занимался управлением земельных ресурсов Андижанской области. С 1999 года был помощником председателя Государственного комитета по земельным ресурсам Республики Узбекистан, а с 2000 года начальником управления земельных ресурсов в Джизакской области. С 2001 по 2002 год возглавлял Самаркандское управление государственного земельного исследовательского проектного института «Уздаверлойиха». С 2002 по 2004 год работал начальником управления земельных ресурсов в Самаркандской, Сырдарьинской и Андижанской областях.
С 2005 по 2017 год он занимал должность заместителя председателя Государственного комитета Узбекистана по земельным ресурсам, геодезии, картографии и государственному кадастру.
Низомиддин Бакиров был назначен председателем Государственного комитета Республики Узбекистан по лесному хозяйству 27 мая 2017 года.